# クリー・サマー
クリー・サマー（Cree Summer, 1969年7月7日 - ）は、アメリカ合衆国の女優、声優、ミュージシャン。カリフォルニア州ロサンゼルス出身。カナダ・サスカチュワン州育ち。
父は俳優、声優のドン・フランクス。 母は女優、ミュージシャンのリリー・フランクス。弟は俳優のレインボー・フランクス。
声優としての代表作は、『KND ハチャメチャ大作戦』のナンバー5/アビー・リンカーン、クリー・リンカーンなど。

## 受賞・ノミネート
- 1999年：アニー賞声優賞候補『ピンキー、エルマイラ&ブレイン』（エルマイラ役）
- 2001年：デイタイム・エミー賞アニメ番組部門パフォーマンス賞候補『クリフォード』（クリオ役）

## 出演作品

### テレビアニメ
- アニマニアックス（エルマイラ）
  - ピンキー&ブレイン（バニー）
  - ピンキー、エルマイラ&ブレイン（エルマイラ）
- ガーゴイルズ（ハイエナ/アップグレードハイエナ）
- アルティメット・スパイダーマン
- ヴォルトロン
- ウィッチ -W.I.T.C.H.-（エンバー）
- ガジェット警部（ペニー）※声優としてのデビュー作。
- キャプテン・プラネット（カレン）
- クラス・オブ・ミュージック!（カイリー）
- クリフォード（クリオ）
- KND ハチャメチャ大作戦（ナンバー5/アビゲイル・リンカーン、クリー・リンカーン）
  - KND ハチャメチャ大作戦 オペレーションZ.E.R.O.（ナンバー5/アビゲイル・リンカーン、クリー・リンカーン）
- ザ・リプレイス 大人とりかえ作戦（ネイチャー・ファナティック）
- ジェニーはティーン☆ロボット（ステファニー、クイーンヴェクサス、ヴィッキー、QT2）
- ジャスティス・リーグ・アンリミテッド（歌手）
- ジョニー・ブラボー（エイミー・エレファント）
- スター・ウォーズ クローン大戦（ルミナーラ・アンドゥリィ）
- スパイダーマン 新アニメシリーズ（ウィリアムズ教授）
- スペース・レンジャー バズ・ライトイヤー（SL2）
- スペクタキュラー・スパイダーマン（グローリー・グラント）
- せいぶのねこキャリー（プリシラ）
- ソニック・ザ・ヘッジホッグ（ダルシー・ザ・ドラゴン）
- タイニー・トゥーンズ（エルマイラ）
- ダックテイルズ
- ダニー・ファントム（ヴァレリー・グレイ）
- 超人ハルク（ジェニファー・ウォルターズ/シーハルク（2代目））
- DCアニメイテッドユニバース
  - バットマン（氷の精2）
  - スーパーマン（ナターシャ・アイアンズ）
  - バットマン・ザ・フューチャー（マックス・ギブソン）
- トータリー・スパイズ!（モデル）
- トランスフォーマー アニメイテッド（ブラックアラクニア/エリータ1）
- トムとジェリー ショー
- パグ・パグ・アドベンチャー
- バットマン:ブレイブ&ボールド（ビクセン）
- ビリー&マンディ（魔女）
- 101匹わんちゃん（プリンセス）
- ふしぎの国 アンフィビア（フレークス博士）
- ブンブン・マギー（ライナ・カートフライト）
- ベイマックス ザ・シリーズ
- ヘルボーイ アニメイテッド ソード・オブ・ストームス（ヘカテ）
- ベン10（フライトウィッグ）
- マイロ・マーフィーの法則
- マペット・ベビー
- ラグラッツ（スージー・カーマイケル）
- リトル・マーメイド（パール）
- ロボット・チキン（ペニー、母親、少女）
- リロ・アンド・スティッチ・ザ・シリーズ（ラナ）

### 劇場版アニメ
- アトランティス 失われた帝国（プリンセス・キーダ）

### OVA
- 鴉 -KARAS-（ゆりね）
- スーパーマン ドゥームズデイ（マーシー・グレイブス）
- バンビ2 森のプリンス（メナ）

### ゲーム
- アークザラッド 精霊の黄昏（タチアナ）
- スパイロの伝説 新しい始まり（シンダー）
- バットマン アーカム・アサイラム（ペネロペ・ヤング）
- ファイナルファンタジーX（アニキ）
- ファイナルファンタジーX-2（レネ）

### ドラマ
- アイアンハート (テレビドラマ)（マデリン・スタントン）